# Финал Кубка России по футболу 2006
Финал Кубка России по футболу 2006 года состоялся в субботу 20 мая. Победу одержал московский ЦСКА со счётом 3:0. Это четвёртое главное московское дерби в рамках финалов национального кубка.
Матч транслировался по «Первому каналу».

## Путь к финалу
| ЦСКА (Москва)           | ЦСКА (Москва) | ЦСКА (Москва) | Спартак (Москва) | Спартак (Москва)          | Спартак (Москва) |
| ----------------------- | ------------- | ------------- | ---------------- | ------------------------- | ---------------- |
| Торпедо (Владимир)      | 2:1, 1:1      | 1/16 финала   | 1/16 финала      | Океан (Находка)           | 6:0, 2:1         |
| Спартак (Кострома)      | 5:0, 3:0      | 1/8 финала    | 1/8 финала       | Луч-Энергия (Владивосток) | 1:0, 1:0         |
| Рубин (Казань)          | 1:1, 4:1      | 1/4 финала    | 1/4 финала       | Локомотив (Москва)        | 2:2, 2:1         |
| Зенит (Санкт-Петербург) | 1:0, 3:0      | 1/2 финала    | 1/2 финала       | Сатурн (Раменское)        | 1:1, 3:1         |

## Перед матчем
Игра 2006 года стала четвертым дерби «Спартака» и ЦСКА в рамках финалов Кубка страны: команды уже встречались на этой стадии в 1948, 1992 и 1994 годах. Если в первый раз победу одержали «армейцы», то в российский период оба раза выигрывали «красно-белые». Также соперники разыгрывали между собой Суперкубок России 2006, где верх взяли футболисты ЦСКА.
В матче не смогли принять участие 5 игроков ЦСКА: Элвер Рахимич (из-за дисквалификации), Чиди Одиа, Ролан Гусев (оба — из-за травм), Ивица Олич и Милош Красич (из-за отъезда в сборные). «Спартак» не досчитался из-за дисквалификаций Радослава Ковача и Дмитрия Торбинского, Алексей Зуев пропускал матч по причине болезни, а Мартин Йиранек уехал в национальную команду. Планировалось, что «армейцы» сыграют по схеме 4-3-1-2 с тремя бразильцами в атаке: Жо, Даниэлем Карвальо и Вагнером Лавом. По прогнозам «Красно-белые» также готовы были выпустить сразу нескольких креативных игроков: Владимира Быстрова, Никиту Баженова, Фернандо Кавенаги и Егора Титова.
По данным опроса «Спорт-Экспресс» любители футбола примерно одинаково оценивали шансы команд на успех. Отдельно отмечался принципиальный статус поединка. Ожидалось, что матч посетит около 65 тысяч человек, в день игры в Москве был усилен милицейский контроль.

## Ход игры
Матч начался с нескольких опасных атак с обеих сторон. На 17-й минуте Владимир Быстров забил гол, однако взятие ворот было отменено главным арбитром из-за ухода мяча за лицевую линию. Моменты возникали также у «спартаковца» Романа Павлюченко и «армейцев» Жо, Дуду и Карвальо. Тем не менее, концовка первого тайма проходила с преимуществом ЦСКА, а на 43-й минуте Жо открыл счёт во встрече после розыгрыша штрафного удара.
Во втором тайме инициативу перехватили «красно-белые», однако ЦСКА грамотно использовал контратакующую тактику и создавал больше моментов, чем соперник. На 89-й минуте Сантос Моцарт грубо сфолил на Дуду и получил красную карточку, а спустя две минуты Вагнер Лав обошёл нескольких защитников и забил второй гол в игре. В добавленное время Жо оформил дубль после удара из-за штрафной и довёл счёт до разгромного.

## Отчёт о матче
| 20 мая 2006 14:00 MSK          | \| ЦСКА \| 3:0 Отчёт \| Спартак \| \| Жо 43′, 90+1′ · Вагнер Лав 90′ \| Голы \| \| | Стадион: Лужники, Москва Зрителей: 61 000 Судья: Валентин Иванов (Москва) |
| ЦСКА                           | 3:0 Отчёт                                                                          | Спартак                                                                   |
| Жо 43′, 90+1′ · Вагнер Лав 90′ | Голы                                                                               |                                                                           |

| ЦСКА | Спартак |

| ЦСКА: |    |                    |     |     |
| |    |                    |     |     |
| В | 35 | Игорь Акинфеев     |     |     |
| З | 2  | Дейвидас Шемберас  |     |     |
| З | 4  | Сергей Игнашевич   |     |     |
| З | 6  | Алексей Березуцкий |     |     |
| З | 24 | Василий Березуцкий |     |     |
| П | 7  | Даниэл Карвальо    |     | 56' |
| П | 18 | Юрий Жирков        | 58' | 87' |
| П | 20 | Дуду               |     |     |
| П | 22 | Евгений Алдонин    | 63' |     |
| Н | 9  | Вагнер Лав         | 72' | 90' |
| Н | 10 | Жо                 |     |     |
| Запасные: |    |                    |     |     |
| В | 1  | Вениамин Мандрыкин |     |     |
| З | 50 | Антон Григорьев    |     | 90' |
| П | 54 | Сергей Горелов     |     |     |
| П | 68 | Владимир Татарчук  |     | 87' |
| Н | 39 | Иван Таранов       |     | 56' |
| Н | ?  | Дмитрий Тихонов    |     |     |
| Тренер: |    |                    |     |     |
| Валерий Газзаев Главный судья: Валентин Иванов (Москва) Помощники судьи: Т. Калугин (Москва) В. Енютин (Москва) Резервный судья: И. Захаров (Москва) Делегат матча: В. Бутенко (Москва) |    |                    |     |     |

| Спартак:         |    |                    |     |     |
|                  |    |                    |     |     |
| В                | 30 | Войцех Ковалевски  | 71' |     |
| З                | 3  | Мартин Штранцль    | 82' |     |
| З                | 5  | Адриан Йенчи       |     |     |
| З                | 14 | Клементе Родригес  | 37' | 57' |
| П                | 5  | Моцарт             | 88' |     |
| П                | 9  | Егор Титов         |     |     |
| П                | 17 | Сергей Ковальчук   |     | 77' |
| П                | 23 | Владимир Быстров   |     |     |
| П                | 31 | Габриэль Тамаш     |     |     |
| Н                | 10 | Роман Павлюченко   | 47' |     |
| Н                | 19 | Фернандо Кавенаги  |     | 46' |
| Запасные:        |    |                    |     |     |
| В                | 1  | Дмитрий Хомич      |     |     |
| З                | 20 | Игнас Дедура       |     |     |
| П                | 7  | Денис Бояринцев    |     |     |
| П                | 25 | Александр Павленко |     | 77' |
| П                | 55 | Квинси             |     | 57' |
| П                | 21 | Никита Баженов     |     | 46' |
| Н                | 28 | Михайло Пьянович   |     |     |
| Тренер:          |    |                    |     |     |
| Владимир Федотов |    |                    |     |     |

## После матча
На награждении из игроков «Спартака», вопреки регламенту, присутствовало лишь шесть футболистов, остальные ушли в подтрибунное помещение. Тренер «Спартака» Владимир Федотов отметил класс игроков соперника, однако раскритиковал судейство Валентина Иванова, котрое показалось ему несоответствующим уровню матча. Эксперты в целом хвалили «армейцев», при этом отдавая должное их оппонентам, которые провели 7 матчей за 27 дней и выглядели на поле довольно уставшими. По мнению Игоря Рабинера, «Спартак», хоть и был мотивирован сильнее ЦСКА, уступил им из-за большого количества «бездумных» действий и более низкого уровня исполнителей в составе. Лучшим игроком встречи журналисты называли автора двух мячей — бразильца Жо.
ЦСКА, одержав победу в финале, выиграл свой третий Кубок России и второй — подряд.